# Billboard Hot Latin Songs
Die Billboard Hot Latin Songs sind US-amerikanische Musikcharts, die vom Billboard-Magazin veröffentlicht werden und sind das spanischsprachige Äquivalent der Billboard Hot 100.

## Geschichte
Die Charts wurde am 6. September 1986 unter dem Namen Hot Latin 50 eingeführt. In den 1980er-Jahren basierten die Charts auf Daten von 70 Spanischen Radiostationen in den USA und Puerto Rico. Im Oktober 2012 wurden Downloads und Streams zur Erfassung der Daten hinzugefügt.